# Agon (banda)
Agon (en ruso: Агонь) es una banda de pop ucraniana formada en 2016 por Anton Savlepov, Nikita Goruk y Konstantin Borovsky, tres exintegrantes de Quest Pistols.
En enero de 2016 el grupo debutó con el sencillo «Отпусти», compuesta por el autor de varias canciones de los Quest Pistols Sasha Chemerov. En mayo de 2016, la banda lanzó un video musical para la canción «Каждый за себя». El 10 de junio del mismo año, el grupo presentó su álbum debut #Ябудулюбитьтебя.

## Discografía

### Álbumes de estudio
- #Ябудулюбитьтебя (2016), Warner
- ЗАКЛАДКА (2019), Warner